# 墨西哥國家鐵路
墨西哥國家鐵路（西班牙語：Ferrocarriles Nacionales de México）是墨西哥國營鐵路公司，最早可追溯到1903年開出第一班列車的鐵路公會，主要設施設於新拉雷多。
1980年代與日本技術合作進行鐵路電氣化，之後還合作了一些車輛維修技術轉移，但是1994年起南美洲經濟危機，墨西哥財政困難政府決定逐漸民營化鐵路，墨西哥鐵路局被拆分成三個鐵路公司之後逐漸淡出解散：
- 北東鐵路公司
- 太平洋北部鐵路公司
- 南東鐵路公司